# TV5 (Filipines)
TV5 (també conegut com a 5 i anteriorment conegut com a ABC) és una xarxa de televisió terrestre de les Filipines amb seu a Mandaluyong. És la propietat insígnia de TV5 Network, Inc. amb Cignal TV com a principal proveïdor de contingut, propietat deMediaQuest Holdings, el braç multimèdia de la companyia de telecomunicacions de les Filipines, PLDT. TV5 també es coneix formalment com "The Kapatid Network", el terme tagal per a "germà", que es va introduir el 2010.
Amb el nom de la seva estació insígnia a Metro Manila, DWET-TV, que es transmeten al canal 5 (emissió analògica) i al canal 51 (emissió de proves digitals; tot i que aquesta última està llicenciada a l'empresa germana de TV5 Mediascape/Cignal TV) amb el canal 18 servia com a freqüència digital assignada permanentment. TV5 també està emetent a altres 7 emissores de propietat i operació i 7 emissores de televisió afiliades a tot el país. La seva programació també està disponible fora de les Filipines a través de Kapatid Channel i AksyonTV International.